# Alexeter pubescens
Alexeter pubescens là một loài tò vò trong họ Ichneumonidae.